# Бестијариј
Бестијариј (лат. bestiarius – „онај који се бави или се бори са дивљим животињама”), књига са причама о животињама, врста популарног средњовековног издања, често са сликама животиња (фр. bestiarie illustré – „илустровани бестијариј”). Иако су настали још у античко доба, бестијарији су постали популарни у средњем веку и описивали су различите звери, птице па чак и стене. Бестијарији су описивали како стварне, тако и различите митске животиње. Опис животиње и њен цртеж су често пратиле и моралне поруке.

## Историја
Први бестијариј у облику који је касније постао популаран, био је зборник са описима животиња из Александрије или Сирије, Физиолог (грч. Φυσιολόγος) из 2. или 4. века, непознатог грчког аутора. Ово анонимно дело уз описе животиња, стварних и измишљених, као феникс и једнорог, даје алегоријска хришћанска тумачења. Сем животиња ту су и описи и тумачења биљки и камења, па је Физиолог основа тадашње хришћанске симболике природе. Његов превод на латински, а касније и друге националне европске језике, имао је огроман утицај на целокупну средњовековну књижевност. У српској средњовековној књижевности преведен је као Слово о ходећим и летећим створењима.  Бестијарији су, као и сва књижевност са животињском тематиком, изразито морализаторски обојени, али су елементи фантастике и алегорезе од њих начинили праве приручнике хералдике и астрологије, а имали су врло велик утицај на средњовековну уметност и уметнике. У прошлом веку овакав тип зборника обновио је Борхес: Приручник фантастичне зоологије (1967).
Физиолог је скуп античких сазнања о разним животињама и у себи садржи сазнања и веровања о животињама које су записивали различити старогрчки аутори (укључујући дела Херодота, Плинија Старијег, Солинија и Аристотелово дело Historia Animalium). На основу Физиолога свети Исидор Севиљски и Амброзије Милански су написали бестијарије које су проширили религиозним порукама, цитатима из Светог Писма и Старог завета. Они су, као и каснији аутори, мењали постојеће дело, додајући углавном моралне поуке, без интереса за проширивањем детаља о стварним особинама животиња. Током средњег века су записи о овим животињама, иако често потпуно измишљени, сматрани веродостојним. Међутим нека запажања из бестијарија као што су нпр. сеобе птица су неки каснији научници одбацили, да би се поново открила у модерној научној ери. Средњовековни бестијарији, иако дела различитих аутора су по животињама које описују и по садржајима били веома слични.
Посебно су били популарни током 12. века у Француској и Енглеској. До данас је сачувано око 50 различитих бестијарија, а један од најпознатијих је Абердински бестијариј. Два осликана средњовековна псалтира такође садрже циклусе из бестијарија. Леонардо да Винчи је такође аутор једне верзије бестијарија.